# Lisa Gatto
Pour les articles homonymes, voir Gatto.
Lisa Gatto, née le 17 avril 1982 à Montebelluna, est une coureuse cycliste italienne.

## Palmarès sur route
- 2001
  - 3e du championnat d'Italie sur route

## Palmarès sur piste

### Championnats du monde
- 2001
  - 17e de la poursuite
- 2005
  - 13e de la poursuite
- 2006
  - 14e de la poursuite

### Championnats d'Europe
- Buttgen 2002 (espoirs)
  -  Médaillée d'argent du scratch espoirs

### Championnats nationaux
- 2001
  - 2e du 500 mètres
- 2002
  -  Championne d'Italie du scratch
  -  Championne  d'Italie du 500 mètres
  - 2e de la course aux points
- 2004
  - 2e de la poursuite
- 2005
  -  Championne d'Italie du scratch
  -  Championne d'Italie de la poursuite
  - 3e du 500 mètres
- 2006
  - 2e du 500 mètres
- 2007
  -  Championne d'Italie de la vitesse par équipes
- 2008
  -  Championne d'Italie de la vitesse par équipes